# Buena Vista Social Club (album)
A Buena Vista Social Club című album producere  Ry Cooder, aki Kubába utazott felvételeket készíteni az addig ismeretlen  együttessel.
A Rolling Stone magazin Minden idők 500 legjobb albuma listáján  260. helyezett lett. Az album szerepel az 1001 lemez, amit hallanod kell, mielőtt meghalsz című könyvben.

## Az album dalai
|     | Cím                     | Szerző(k)       | Hossz |
| --- | ----------------------- | --------------- | ----- |
| 1.  | Chan Chan               | Compay Segundo  | 4:16  |
| 2.  | De Camino a la Vereda   | Ibrahim Ferrer  | 5:03  |
| 3.  | El Cuarto de Tula       | Ry Cooder       | 7:27  |
| 4.  | Pueblo Nuevo            | Rubén González  | 6:05  |
| 5.  | Dos Gardenias           | Ibrahim Ferrer  | 3:02  |
| 6.  | Y Tú Qué Has Hecho?     | Compay Segundo  | 3:13  |
| 7.  | Veinte Años             | Omara Portuondo | 3:29  |
| 8.  | El Carretero            | Eliades Ochoa   | 3:28  |
| 9.  | Candela                 | Ibrahim Ferrer  | 5:27  |
| 10. | Amor de Loca Juventud   | Compay Segundo  | 3:21  |
| 11. | Orgullecida             | Compay Segundo  | 3:18  |
| 12. | Murmullo                | Ibrahim Ferrer  | 3:50  |
| 13. | Buena Vista Social Club | Ry Cooder       | 4:50  |
| 14. | La Bayamesa             | Manuel Licea    | 2:54  |